# Суха-Гута
Суха-Гута (пол. Sucha Huta, нім. Trockenhütte) — село в Польщі, у гміні Пшивідз Ґданського повіту Поморського воєводства.
Населення — 229 осіб (2011).
У 1975-1998 роках село належало до Гданського воєводства.

## Демографія
Демографічна структура станом на 31 березня 2011 року:
|          | Загалом | Допрацездатний вік | Працездатний вік | Постпрацездатний вік |
| -------- | ------- | ------------------ | ---------------- | -------------------- |
| Чоловіки | 127     | 45                 | 74               | 8                    |
| Жінки    | 102     | 30                 | 62               | 10                   |
| Разом    | 229     | 75                 | 136              | 18                   |